# SiM
SiM（シム）は、日本のロックバンド。所属事務所はgil soundworks。レーベルはポニーキャニオン。

## 経歴
2004年11月3日、MAHを中心に湘南でスリーピースバンド「Silence iz Mine」を結成。この翌年にバンド名の頭文字（Silence iz Mine）を取ったSiMに改名。結成当初はUKロック色が強かった。
2006年、ソニー・ミュージックエンタテインメントのインディーズ事務所と契約。同年に結成当初からのベースが脱退し、SHOW-HATEとBUNが加入し、4人組バンドとなる。
2008年4月、Sum 41の来日公演でオープニングアクトを務める。6月25日に1作目のアルバム『Silence iz Mine』を発売。2008年7月13日、「京都大作戦2008 〜去年は台風でごめんな祭〜」の牛若ノ舞台に出演。同イベント初参加となった。この直前にBUNが脱退し、サポートに当時のドラマーの友人であった柳原旭が入り、ギタリストのfumiが加入。一度5人組となるも、同年末にfumiが脱退。
2009年にSINとGODRiが加入し、現編成となる。
2010年3月17日にタワーレコード限定で3作目のシングル『ANTHEM』を発売。同作を引っさげたツアー中にSHOW-HATEが脳梗塞により倒れる。治療に専念するため、以降のツアー公演は全てキャンセルとなった。およそ3ヶ月の療養期間を経て、ライブに復帰。当面の間はヘルプメンバーとしてONO-SHiTをサポートに迎え、5人態勢でライブ活動を行なった。
2011年10月12日、2作目のアルバム『SEEDS OF HOPE』を発売。同作のリード曲である「KiLLiNG ME」のミュージック・ビデオは、YouTubeで270万回を超える再生回数を記録。
2012年5月2日にミニアルバム『LiFE and DEATH』を発売。同作はオリコン週間アルバムランキングで最高位9位を記録したほか、同年の「第5回CDショップ大賞」前期のノミネート作品に選出された。
2013年1月11日に東京・Shibuya O-EASTで開催された主催イベント「DEAD POP FESTiVAL 2013」でユニバーサルミュージックへの移籍と4月に移籍第1弾シングルを発売することを発表。4月3日に発売されたシングル『EViLS』でメジャーデビュー。
2015年11月4日、シングル『ANGELS and DEVILS』を引っさげたツアーのファイナル公演として初の日本武道館公演を開催。「超特別な会場であり続けて欲しい場所」という思いから、このライブが最初で最後であり、2度と日本武道館ライブをやらないと宣言している。
2020年6月17日に5作目のフル・アルバム『THANK GOD, THERE ARE HUNDREDS OF WAYS TO KiLL ENEMiES』を発売。2020年6月29日付（23日発表）のオリコン週間アルバムランキングで最高位2位を記録。
2022年1月10日、ポニーキャニオンへの移籍とテレビアニメ『進撃の巨人 The Final Season Part 2』のオープニングテーマとして「The Rumbling」を書き下ろしたことを発表。同日にテレビサイズ音源「The Rumbling(TV Size)」の配信を開始。配信開始から7日間で1,000万ストリーミング再生を突破し、『ビルボード』誌のホットハードロックソングチャートで最高位3位、ホットロックアンドオルタナティヴソングチャートで30位を記録。

## メンバー
※特記を除き、公式サイトの「BIOGRAPHY」に準拠。
| 名前      | 読み         | 担当楽器 | 加入時期 | 備考     |
| --------- | ------------ | -------- | -------- | -------- |
| MAH       | マー         | ボーカル | 結成時   | [ 注 2 ] |
| SHOW-HATE | ショウヘイト | ギター   | 2006年   |          |
| SIN       | シン         | ベース   | 2009年   | [ 注 3 ] |
| GODRi     | ゴリ         | ドラムス | 2009年   | [ 注 4 ] |

姫路出身であるGODRi以外のメンバー3名が藤沢市辻堂を地元と表明している（出生地は非公表）。

## ディスコグラフィ
※「最高位」は、オリコンウィークリーランキングでの順位。

### 収録作品
| 発売日        | タイトル                                           | 収録曲             |
| ------------- | -------------------------------------------------- | ------------------ |
| 2012年3月14日 | VANS COMPILATION LOUD SESSION！！！！ VANS×BANDS 2 | 「Get Up, Get Up」 |

### 参加作品
| アーティスト      | タイトル                                          | 初出                                                      |
| ----------------- | ------------------------------------------------- | --------------------------------------------------------- |
| coldrain          | 「The Maze」                                      | 『The Enemy Inside』                                      |
| Skindred          | 「Re-Education feat.MAH(from SiM)」               | 『Kill The Power』                                        |
| FIRE BALL         | 「Pump Up The Sound〜太陽が昇るまで吠えろ〜」     | 『FIRE BALL All Time Best "BLACK〜FIRE BALL's Choice〜"』 |
| SiM vs Crossfaith | 「GET iT OUT」                                    | 『GET iT OUT』                                            |
| SiM vs Crossfaith | 「Dance In The Dark」                             | 『GET iT OUT』                                            |
| 岡崎体育          | 「掟の歌 featuring vocal SiNRiN（岡崎体育&SiM）」 | 『「劇場版ポケットモンスター ココ」テーマソング集』       |

## タイアップ
| 使用年 | 曲名                       | タイアップ                                                                                      |
| ------ | -------------------------- | ----------------------------------------------------------------------------------------------- |
| 2013年 | Upside Down                | ムラサキスポーツ「ムラサキスポーツ2013年SNOWBOARD」CMソング                                     |
| 2014年 | EXiSTENCE                  | テレビアニメ『神撃のバハムート GENESIS』オープニングテーマ                                      |
| 2014年 | GUNSHOTS                   | Zippo×SiMコラボレーションライターCMソング                                                       |
| 2015年 | GUNSHOTS                   | 北海道テレビ『NO MATTER BOARD（'14-'15シーズン）』2015年1月度エンディングテーマ                 |
| 2016年 | GET iT OUT                 | 『Red Bull Air Race Chiba 2016』テレビCMテーマソング                                            |
| 2016年 | NO FUTURE (Prototype ver.) | アーケードゲーム『機動戦士ガンダム エクストリームバーサス マキシブースト ON』オープニングテーマ |
| 2016年 | MAKE ME DEAD!              | 九州朝日放送『ドォーモ』4月度エンディングテーマ                                                 |
| 2016年 | CROWS                      | バンダイナムコPS4/PS Vita用ソフト『クローズ BURNING EDGE』テーマソング                          |
| 2016年 | KiLLiNG ME                 | バンダイナムコPS4/PS Vita用ソフト『クローズ BURNING EDGE』キャラクターイメージソング(坊屋春道)  |
| 2017年 | LET iT END                 | テレビアニメ『神撃のバハムート VIRGIN SOUL』オープニングテーマ                                  |
| 2017年 | A                          | PlayStation 4用ゲームソフト『龍が如く 極2』テーマソング                                         |
| 2017年 | The Sound Of Breath        | PlayStation 4用ゲームソフト『龍が如く 極2』エンディングテーマ                                   |
| 2018年 | DiAMOND                    | 『Red Bull Crashed Ice Yokohama 2018』テーマソング                                              |
| 2018年 | DiAMOND                    | 北海道テレビ『NO MATTER BOARD（'18-'19シーズン）』2018年12月度オープニングテーマ                |
| 2018年 | LiON'S DEN                 | テレビ朝日系『ワールドプロレスリング』2018年12月・2019年1月ファイティング・ミュージック         |
| 2019年 | LiON'S DEN                 | WRESTLE KINGDOM 13 in 東京ドーム テーマソング                                                   |
| 2019年 | KiLLiNG ME                 | 読売テレビ・日本テレビ系『ダウンタウンDX』CMソング(2019年～ )                                   |
| 2022年 | The Rumbling               | TVアニメ「進撃の巨人 The Final Season Part 2」オープニングテーマ                                |
| 2023年 | The Rumbling               | スマートフォンゲーム「モンスターストライク」×「進撃の巨人」第2弾コラボイベント ゲーム内楽曲     |
| 2023年 | UNDER THE TREE             | テレビアニメ『進撃の巨人 The Final Season 完結編（前編）』エンディングテーマ                    |
| 2024年 | RED                        | テレビアニメ『ケンガンアシュラ』Season2 オープニングテーマ                                      |
| 2025年 | CHAMPiONS                  | 『Apex Legends Global Series Year 4 Championship』公式テーマソング                              |

## ヘヴィー・ローテーション/パワープレイ

### テレビ
| 放送年 | 曲名 | ヘヴィー・ローテーション/パワープレイ     |
| ------ | ---- | ----------------------------------------- |
| 2012年 | Amy  | スペースシャワーTV 2012年5月度POWER PUSH! |